# Епархия Майдугури
Епархия Майдугури (лат. Dioecesis Maiduguriensis) — епархия Римско-Католической церкви c центром в городе Майдугури, Нигерия. Епархия Майдугури входит в митрополию Джоса. Кафедральным собором епархии Майдугури является церковь святого Патрика.

## История
29 июня 1953 года Римский папа Пий XI издал буллу «Rem Nos facere», которой учредил апостольскую префектуру Майдугури, выделив её из епархии Джоса.
7 июня 1966 года Римский папа Павел VI издал буллу «Id semper», которой преобразовал апостольскую префектуру Майдугури в епархию.

## Ординарии епархии
- епископ James Timothy Kieran Cotter OSA[1] (1962—1988);
- епископ Senan Louis O’Donnell OSA (1993—2003);
- епископ Мэтью Ман-осо Ндагосо (6.02.2003—16.11.2007);
- епископ Oliver Dashe Doeme (2009 — по настоящее время).

## Источник
- Annuario Pontificio, Libreria Editrice Vaticana, Città del Vaticano, 2003, ISBN 88-209-7422-3
- Булла Rem Nos facere, AAS 45 (1953), стр. 775  (лат.)
- Булла Id semper  (лат.)